# Кустарниковый хемиспингус
Кустарниковый хемиспингус (лат. Kleinothraupis parodii) — вид птиц из семейства танагровых. Птицы обитают в субтропических и тропических горных влажных лесах, на высоте 2600—3500 метров над уровнем моря, на восточных склонах Анд в Вилькабамба и Кордильера-де-Вильканота в регионе Куско (Перу). Длина тела 16 см, масса около 21 грамм.